# St. Mary's Village (Siparia)
St. Mary's Village es una villa de Trinidad y Tobago, que forma parte de la región de Siparia.

## Geografía
La villa abarca parte de la isla Trinidad y limita al norte con Oropouche, al sur con Avocat Village, al este con St. John y al oeste con Harris Village.

## Demografía
Datos demográficos de la villa de St. Mary's Village:
| Gráfica de evolución demográfica de St. Mary's Village entre 2000 y 2011 |
|                                                                          |